# Heffron Drive
Heffron Drive est un groupe américain, originaire du Kansas,. Le groupe se forme lorsque les deux membres, Kendall Schmidt et Dustin Belt, découvrent être voisins dans la ville de Burbank, en Californie. Le groupe sort son premier single, intitulé Parallel, en mars 2014. Ce dernier atteint la 2e place du Billboard 200. Le groupe se popularise en Europe, après son succès américain avec le single Parallel. Il annonce, par ailleurs, la sortie internationale d'un premier album pour le 9 septembre 2014.

## Biographie

### Formation et début (2008)
Heffron Drive se forme à Burbank, en Californie. Le nom du groupe désigne la rue dans laquelle les deux membres résidaient. Afin de faire la promotion de sa musique, le groupe crée un compte Myspace afin d'y poster vidéos et photos. Cependant, après la sélection de Schmidt pour faire partie du groupe Big Time Rush, Heffron Drive devient inactif. Belt de guitariste du groupe Big Time Rush pendant leurs tournées musicales. Pendant leur temps libre, les deux amis continuent dans la composition.

### Parallelet premier album (depuis 2013)
En mars 2013, le duo annonce une tournée européenne en Autriche, et en Allemagne. Ils jouent également au SlimeFest organisé par Nickelodeon en Australie, avec Big Time Rush. En octobre 2013, Heffron Drive annonce prendre part à une tournée musicale dans plusieurs villes aux États-Unis pour le 23 novembre de Houston, au Texas, jusqu'au 22 décembre à Los Angeles, en Californie. En tournée, le duo joue ses chansons déjà connues (Art of Moving On, One Track Mind et Feels So Good), produits au cours des années précédentes. Le duo travaille ensuite sur son premier album, qui vise à être publié à l'automne 2014, en collaboration avec certains des producteurs ayant travaillé aux côtés de Big Time Rush. Le 29 janvier 2014, ils confirment le lancement d'un nouveau single en mars la même année, et leur présence au SXSW d'Austin, au Texas. 
Le 3 mars 2014, Kendall Schmidt annonce, lors d'un entretien avec le journal américain The Huffington Post, le titre du nouveau single, Paralell, et sa publication le 25 mars 2014 sur la plateforme iTunes ; le single y est disponible en pré-commande le 11 mars 2014. Il se classe également 11e des iTunes Charts. Parallel atteint les classements musicaux de 25 pays différents, et également le top 10 au Mexique, au Chili, en Argentine, au Brésil, et au Pérou. Il atteint également la quatrième place en Équateur. Debut 2016 ils sortent leurs chanson Rain Don't Come et le clip sur leur chaine youtube.Fin 2016 Heffron Drive annonce 4 concerts en France à Paris, Roubaix, Lyon et Tours du 17 au 20 février.